# Кабан (озёра)
Кабан (тат. Кабан күле) — система озёр, расположенных в городской черте Казани. Состоит из трёх озёр, протяжённых от центра к югу города и соединённых протоками: Нижний Кабан, Средний Кабан и Верхний Кабан.
Является самой крупной по площади озёрной системой в Татарстане.

## Основные характеристики

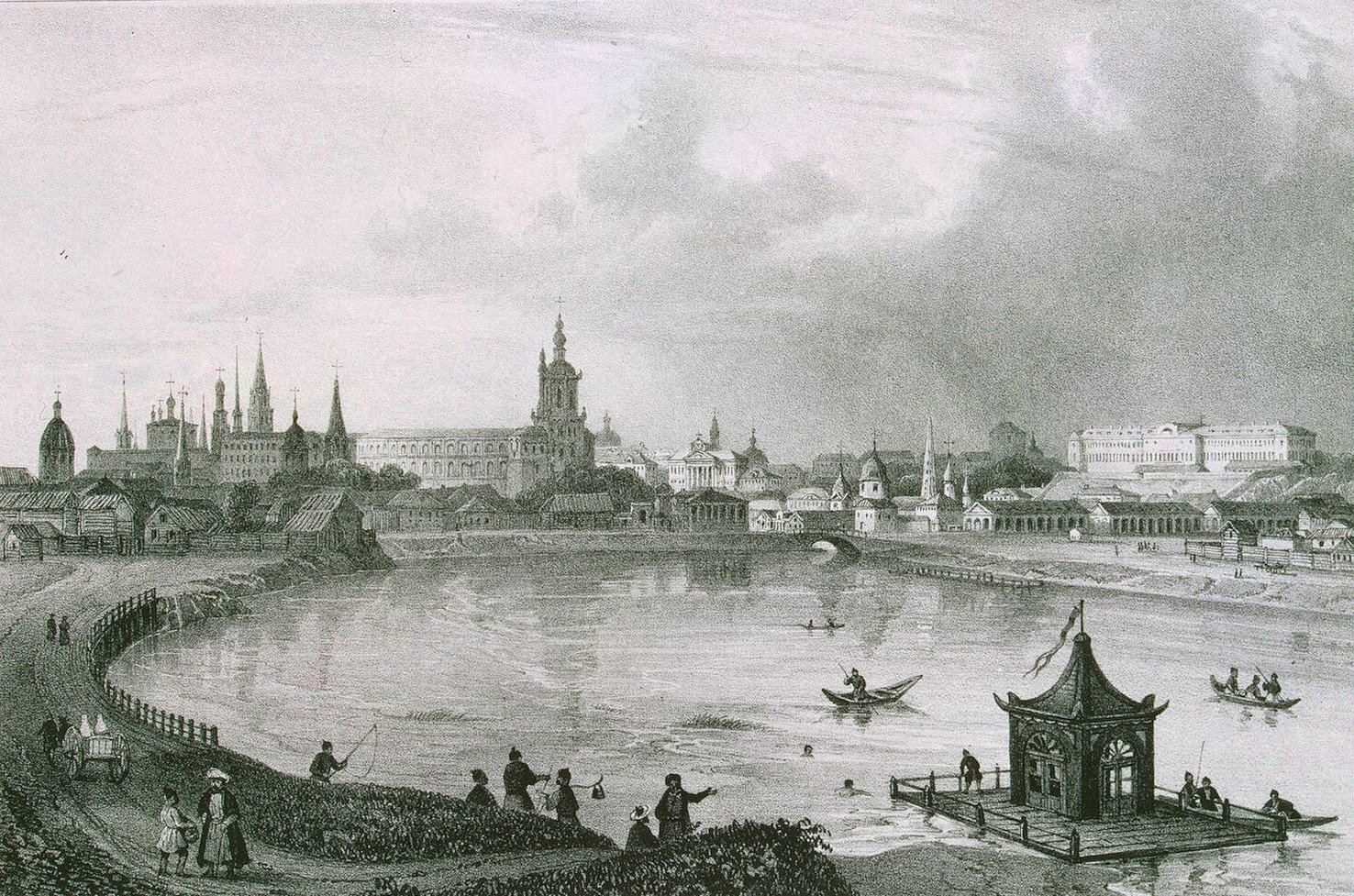
Вид на Нижний Кабан и центр Казани (XIX век, гравюра)

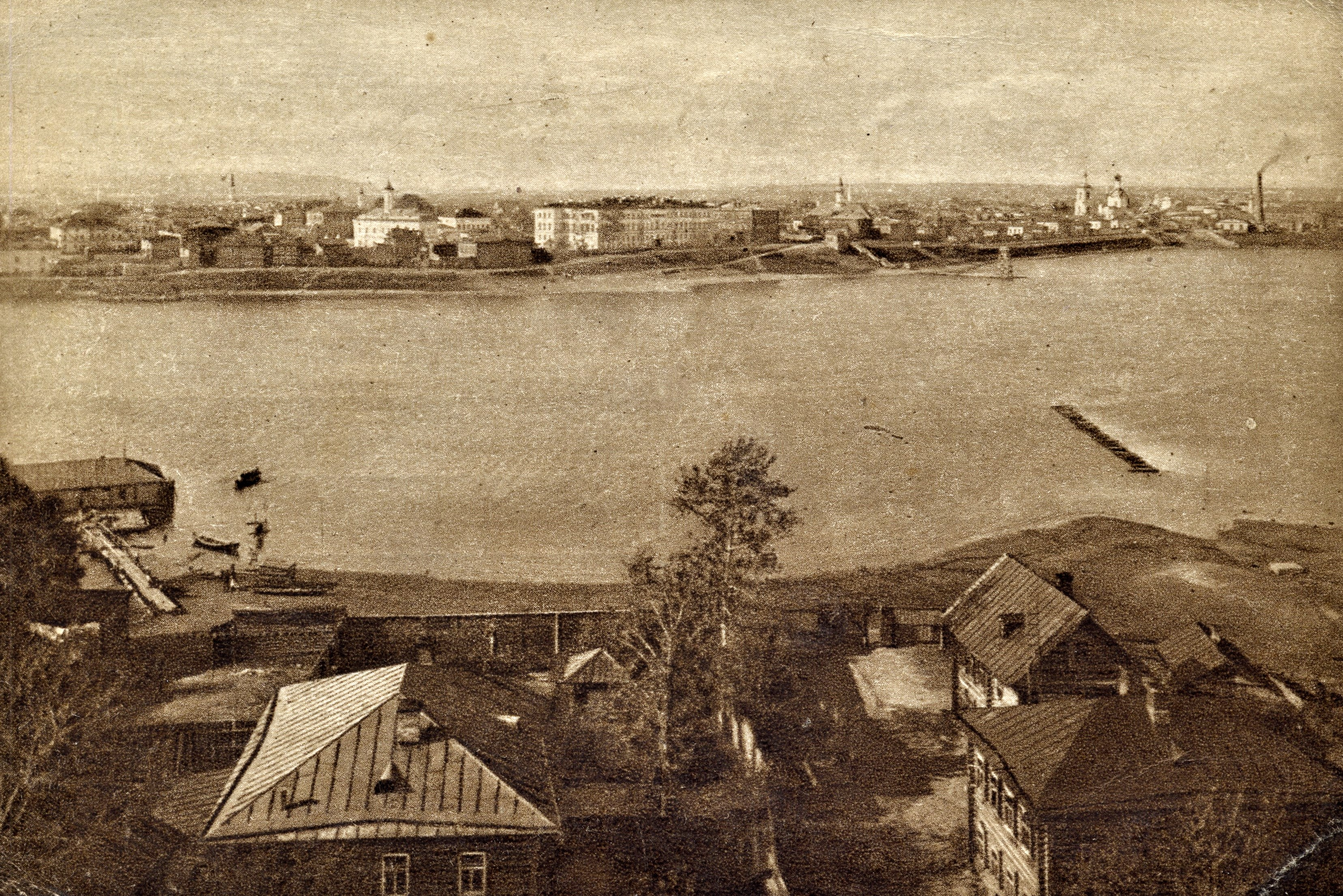
Вид на Нижний Кабан и Старо-Татарскую слободу (1920-е—1930-е гг.)

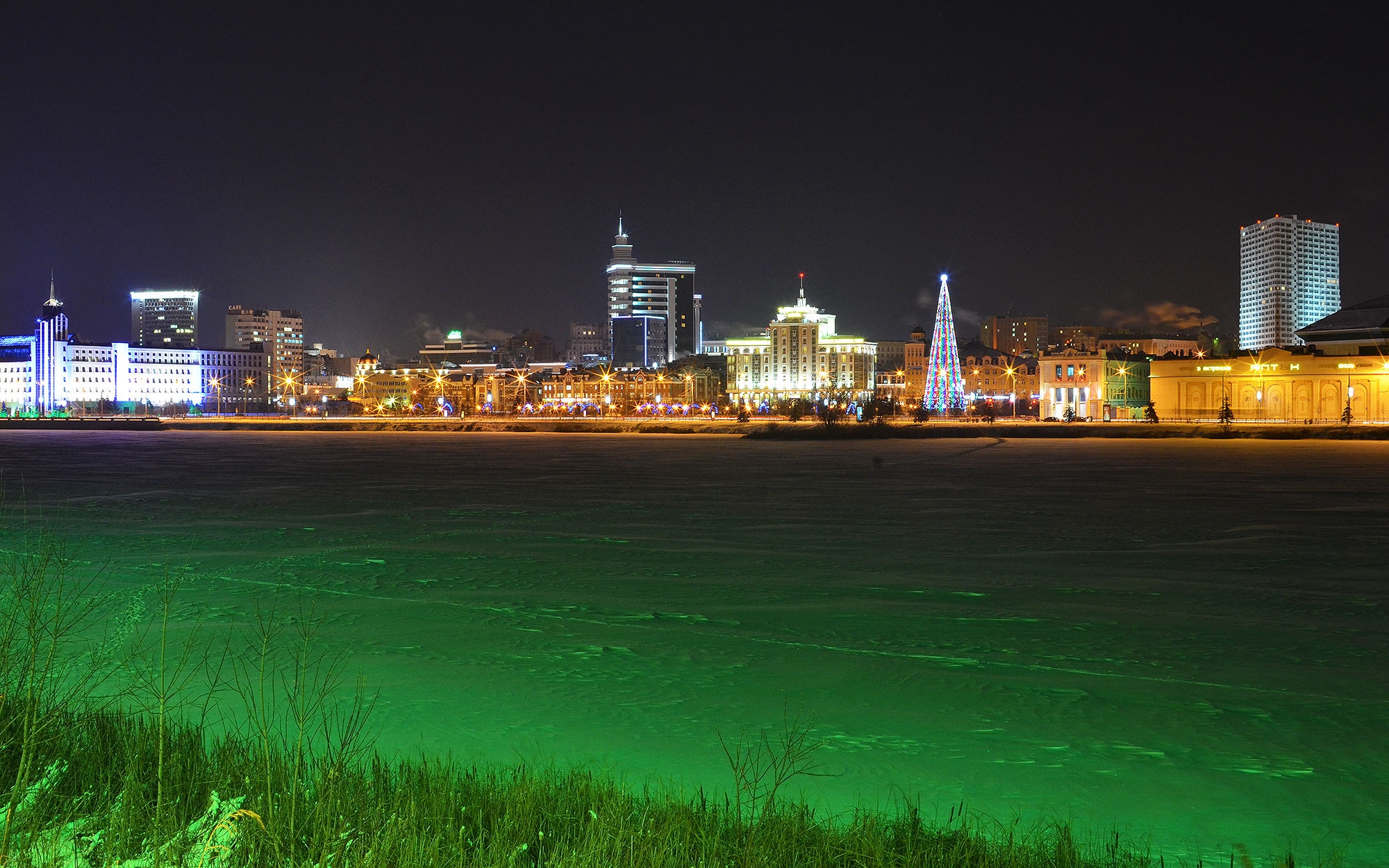
Современный вечерний вид на Нижний Кабан

Озёра возникли как старичные на месте бывшей крупной излучины реки Волги в результате осложнения карстовыми провалами. Вытянуты на север и юг вдоль уступа высокой волжской террасы. Водообмен между Нижним (Ближним) и Дальним (Средним) озёрами происходит по Ботанической протоке (длина — 750 м, ширина — 100—120 м, глубина — 2—3 м), расположенной вдоль Казанского зооботанического сада.
Нижний (Ближний) Кабан отделён от естественной протоки Булак перемычкой, через которую воду периодически перекачивают из озера с целью регулирования уровня протоки.
Дальний (Средний) Кабан имеет сообщение с Волгой. От его южной части отходит Монастырская протока, которая соединяет озеро с волжским заливом Подувалье.
В районе посёлка Отары протока перекрыта дамбой, через которую воду перекачивают с помощью насосов в Куйбышевское водохранилище.
Верхний (Борисковский) Кабан — замкнутый водоём, не имеющий с другими озёрами системы гидрологической связи: уровень воды в нём примерно на 2 м выше, чем в Нижнем (Ближнем) и Дальнем (Среднем) озёрах.
Общая площадь озёрной системы — 186 га. Длина соединённых протокой Нижнего (Ближнего) и Дальнего (Среднего) озёр — 5575 м, Верхнего (Борисковского) — 1030 м. Наибольшая глубина — 19,0 м (Средний Кабан). Общий объём воды — 11,8 млн кубических м.
До строительства и заполнения Куйбышевского водохранилища озёра были соединены протоками с реками Волга и Казанка. Во избежание повышения уровня воды в озёрах вследствие заполения водохранилища протоки были перекрыты дамбами. В настоящее время Кабан относится к частично зарегулированным водоёмам, уровенный режим его в основном поддерживается на отметке 51,5 м абсолютной высоты. Излишки воды откачиваются насосными станциями в Волгу.

## Экологическое состояние

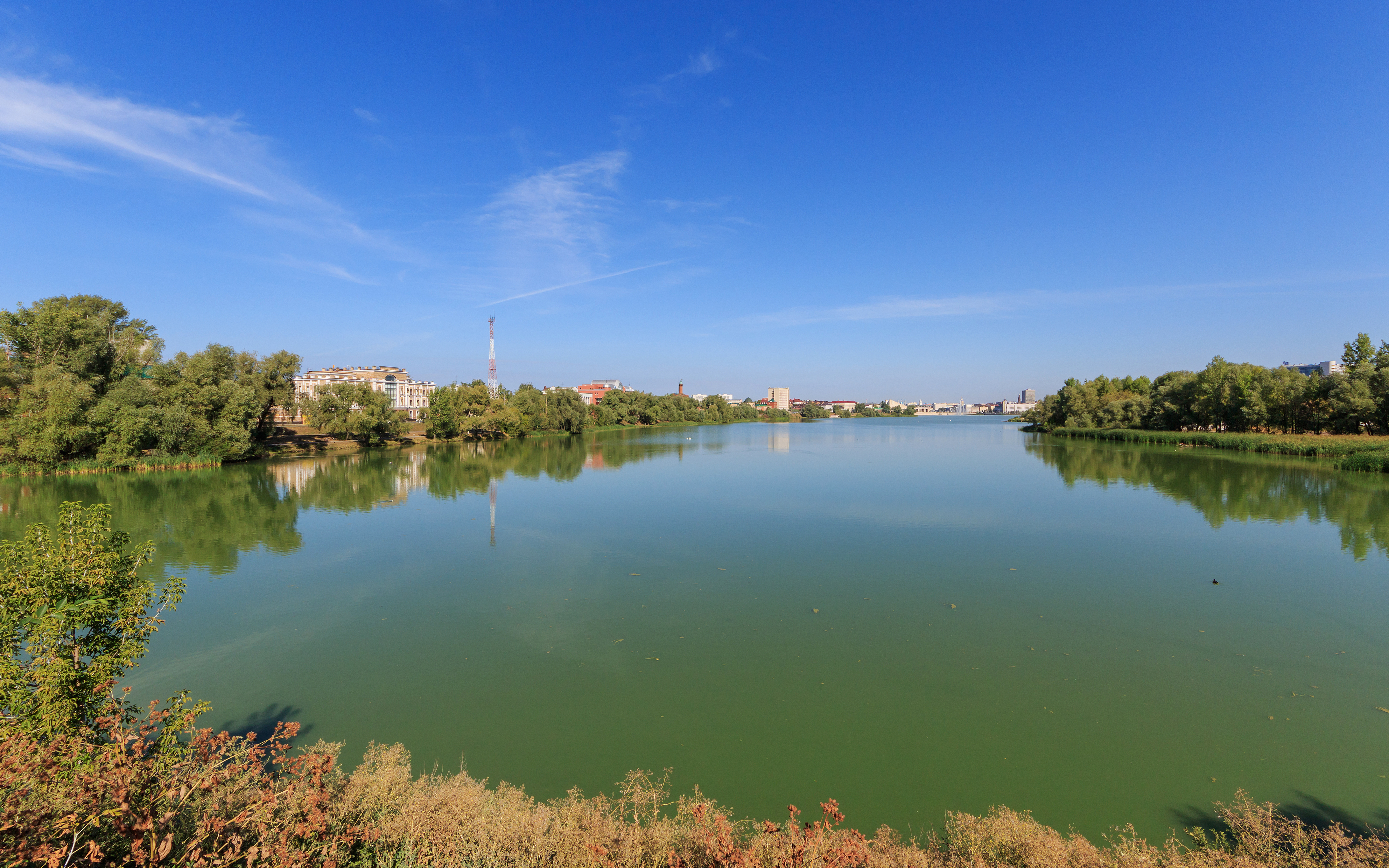
Озеро Нижний (Ближний) Кабан до реконструкции набережной

На протяжении тысячелетий озёра сохраняли природную чистоту, изобиловали рыбой.
В XVI веке к Нижнему (Ближнему) Кабану начали подступать городские постройки. В середине XVIII века его берега были полностью застроены жилыми кварталами.
Со второй половины XIX века на берегах озера началось интенсивное промышленное строительство. Все стоки попадали в Нижний (Ближний) Кабан, и вода стала непригодной для питья.
Ко второй половине 1970-х годов в Нижнем (Ближнем) Кабане пропала рыба, вымерли почти все придонные беспозвоночные. В результате проведённых в первой половине 1980-х годов оздоровительных мероприятий экологическое состояние озера несколько улучшилось: снизилась концентрация загрязняющих веществ, появилась рыба. Вода в начале озера Средний (Дальний) Кабан часто не замерзает из-за более высокой температуры ввиду того, туда после очистки сливается подогретая отработанная вода Казанской ТЭЦ-1.
В настоящее время на озёрах живут утки, чайки, ондатры, рыбы и другая мелкая водная живность.

## Навигация
Во время высокого разлива Волги озеро сливалось с рекой, и становился возможен проход лодок и небольших судов в Кабан по Булаку, а иногда и по временным протокам к югу от озера, чем пользовались ещё во времена Казанского ханства.
В 1878 году началось регулярное пароходное сообщение между истоком Булака на Нижнем (Ближнем) Кабане и дачами на Дальнем (Среднем) Кабане.
Со временем пароходные рейсы по Кабану потеряли своё транспортное значение, навигация прекратилась, однако акватория Кабана использовалась в качестве гребного канала многочисленными спортивными обществами, расположенными на его берегах.
В конце 1990-х годов делались попытки возобновить навигацию на Нижнем (Ближнем) Кабане, использовались теплоходы «Луч», существовали три пристани: у театра Камала, на улице Ахтямова и на улице Хади Такташ. Навигация по Ботанической протоке в Средний Кабан возможна, однако осложнена узкими и низкими мостами. В XXI веке устроен массовый прокат прогулочных лодок на Нижнем (Ближнем) Кабане.

## Благоустройство

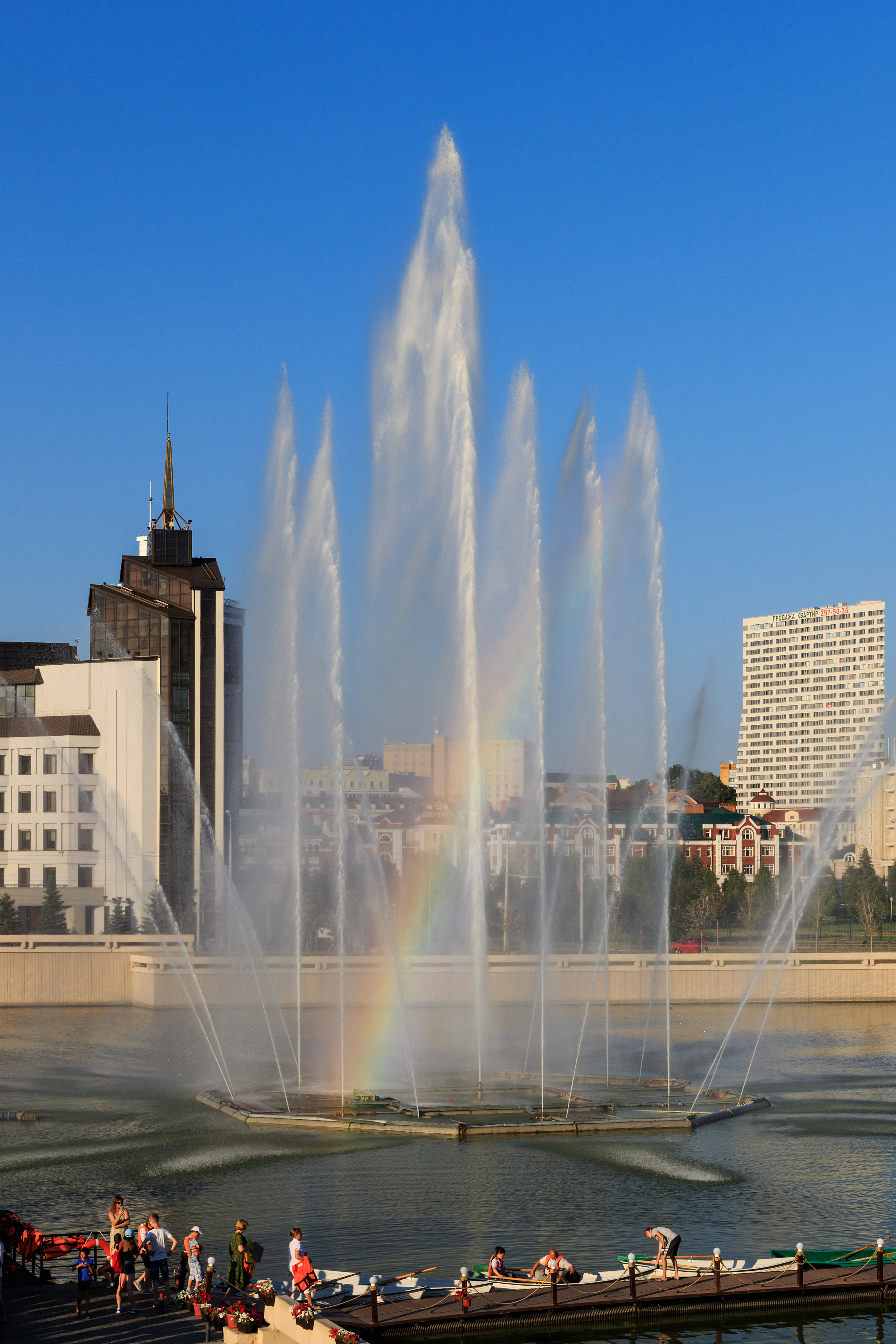
Фонтан на Ближнем Кабане

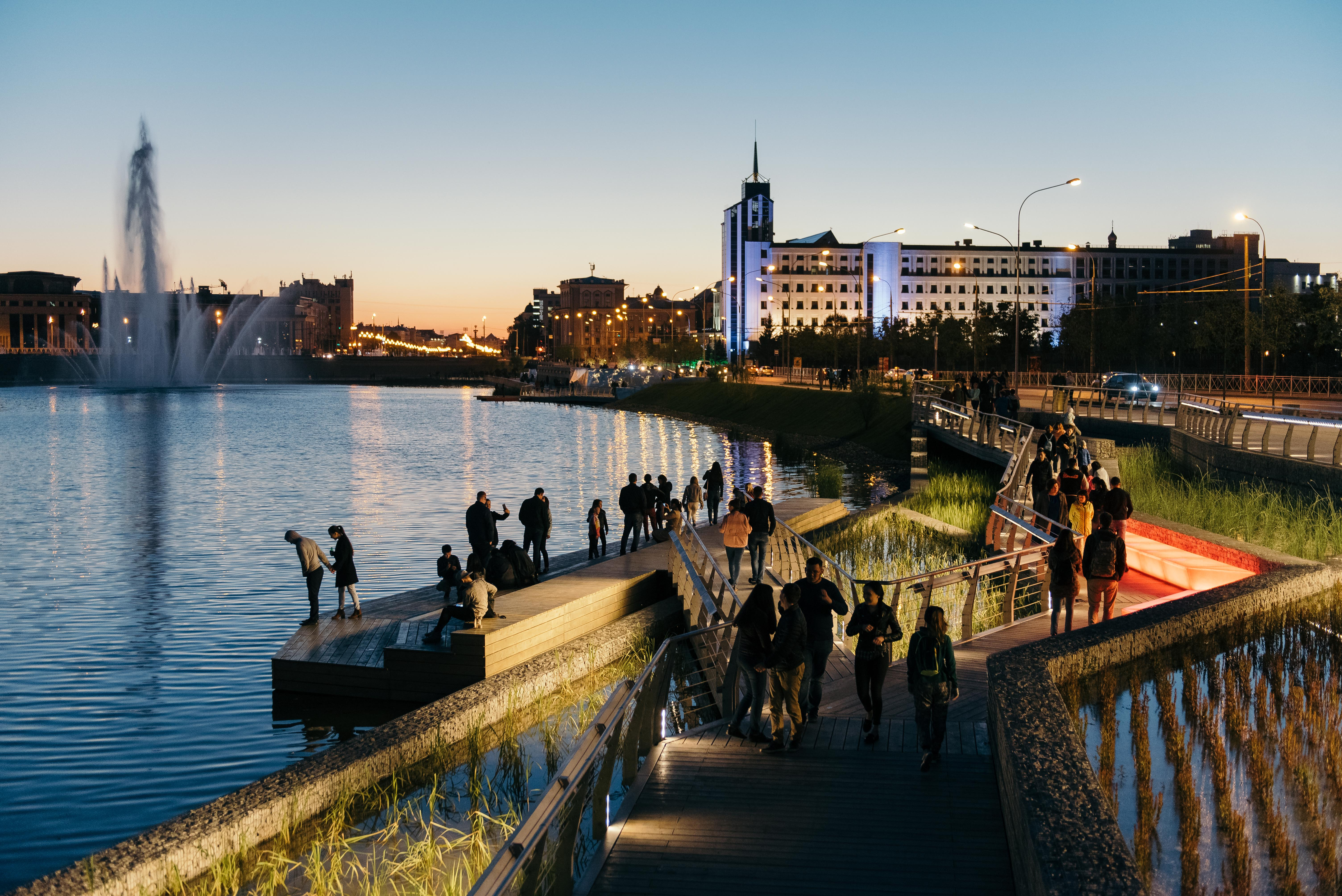
Левая часть набережной Ближнего Кабана

Набережная Нижнего Кабана является одним из мест массового посещения и местом отдыха горожан и туристов и новой современной городской достопримечательностью. В 2015 году по инициативе президента Татарстана Рустама Минниханова был объявлен международный конкурс на создание комплексной архитектурно-градостроительной концепции развития набережных и береговой полосы озёр Кабан. Победителем конкурса стал проект Российско-Китайского консорциума Turenscape+MAP с концепцией под названием «Эластичная лента: Бессмертное сокровище Казани», предполагающей создание «зелёно-голубого пояса» вдоль озёр. Он объединит объекты природы и культуры, свяжет озёра Нижний, Средний и Верхний Кабан в единую рекреационную систему.
В 2018 году была завершена первая очередь реконструкции набережной озера Нижний Кабан: на участке от театра имени Г. Камала до «Планеты Фитнес» появился пешеходный променад, плавучая сцена для проведения концертов, палуба, где проводятся открытые тренировки, а также игровая площадка, которая знакомит детей с водой, и несколько пирсов для доступа к воде. Вдоль улицы М. Салимжанова появилась велодорожка.
Для очистки воды озера на набережной появился специальный каскад растений. Результаты мониторинга качества воды показали, что благодаря фитоочистным сооружениям после прохождения биофильтров в воде на 30 % снизилось содержание нефтепродуктов, до 50 % — содержание поверхностно активных веществ, на 20 % упала концентрация нитритов в результате поглощения азота растительностью.
В 2020 году завершилась вторая очередь реконструкции озера Нижний Кабан. Благодаря новому пешеходному мосту вдоль улицы Назарбаева благоустроенная набережная вокруг озера Нижний Кабан полностью замкнулась, а протяжённость пешеходного маршрута вокруг водоёма при этом стала ориентировочно составлять 5 километров. Пешеходный мост позволяет проезжать под ним лодкам и катерам. Кроме того, в рамках второго этапа реконструкции на набережной появилась спортивный пирс, ещё 4 каскада фитоочистных сооружений, новое многофункциональное здание школы гребных видов спорта, зона барбекю, помещения кафе, общественного туалета, павильон для проката лодок и катамаранов, велодорожка вдоль улицы Ш. Марджани.
Всего на набережной высажены больше 74 тысяч многолетников, 12 тысяч кустарников и больше тысячи деревьев.
На водной глади северной торцевой оконечности Нижнего (Ближнего) Кабана в центре города перед площадью театра Камала устроен подсвечиваемый вечером высотный широкий водный фонтан.
Вблизи озера Нижний (Ближний) Кабан расположены ряд важных городских объектов — театр Камала, Мечеть аль-Марджани и Старо-Татарская слобода, Парк Тысячелетия, Баскет-холл, торгово-офисный центр «Сувар», спортивно-рекреационный центр «Планета Фитнес», Закабанная мечеть.
К 2020 году у северной торцевой оконечности Дальнего (Среднего) Кабана перед Центром гребных видов спорта и напротив ТЭЦ-1 устроена водная зона новой территории «Река Замбези» Казанского зооботанического сада, базовая территория которого выходит на Ботаническую протоку.
На берегу Верхнего (Борисковского) Кабана действует мечеть имени имама Шамиля.

## Спортивные объекты и другие мероприятия

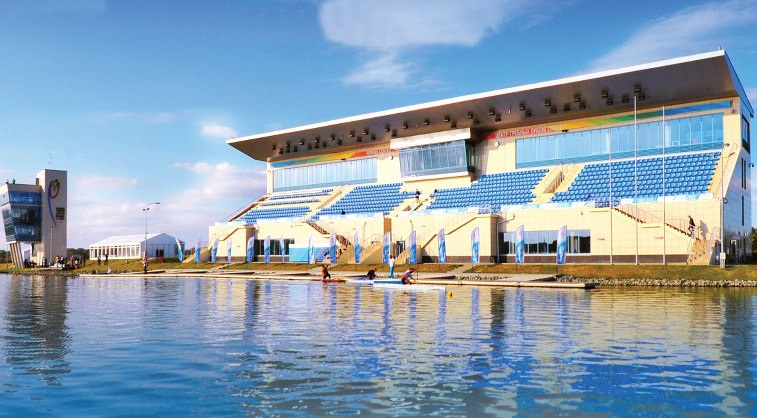
Трибуна у гребного канала

На Дальнем (Среднем) Кабане к июню 2011 года создан один из главных объектов Универсиады-2013 — Центр гребных видов спорта (гребной канал).
На Нижнем (Ближнем) Кабане в 2011 и 2012 годах проходили гонки этапа чемпионата мира «Формула-1» на воде F1H2O Международного союза водно-моторного спорта (UIM), а также в другие годы гонки и показательные выступления чемпионата России по водно-моторному спорту в классе «аквабайк».
На набережной Нижнего Кабана часто проводятся народные концерты, авторские творческие вечера, фестивали, экспозиции, пробежки, открытые занятия йогой и другие спортивные события, зимой устраивается рождественско-новогодняя ярмарка, летом — гастрономический фестиваль, ежегодно проходят массовые народные гуляния во время празднования Дня Республики и города Казани (30 августа), а также другие мероприятия.

## Галерея

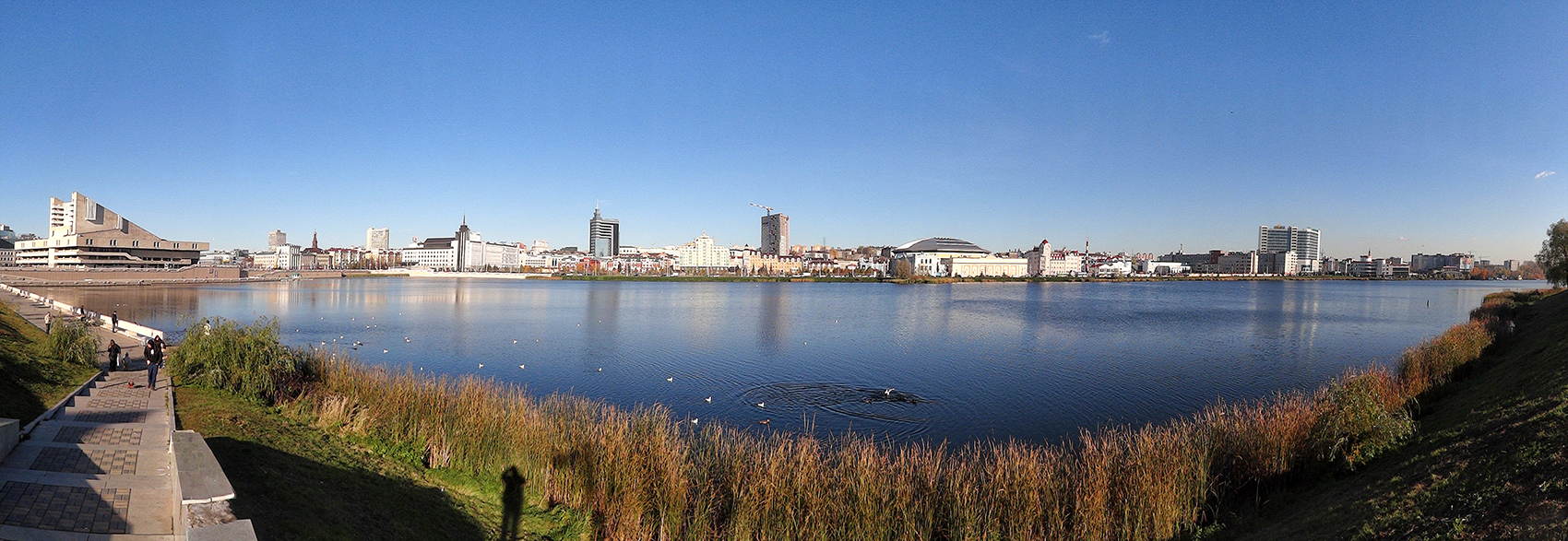
Полный вид на Нижний Кабан